# John Phan
Bon 'John' Phan (Đà Nẵng, 10 oktober 1974) is een van Vietnamees tot Amerikaan genaturaliseerde professioneel pokerspeler. Hij won onder meer het $9.500 No Limit Hold'em - Championship Event van het World Poker Tour Legends of Poker 2008-toernooi in Los Angeles (goed voor een hoofdprijs van $1.091.428,-) en zowel het $3.000 No Limit Hold 'em- als het $2.500 Deuce to Seven Triple Draw-toernooi van de World Series of Poker 2008 (goed voor $434.789,-) en $151.911,-).
Phan won tot en met juni 2015 meer dan $5.500.000,- in pokertoernooien (cashgames niet meegerekend).

## Wapenfeiten
Phan speelde zich voor het eerst in het prijzengeld op de World Series of Poker (WSOP) in de jaargang van 2000. Op dat moment werkte hij nog als pokerdealer. Daardoor mocht hij meedoen aan het $500 Dealers Tournament - Limit Hold'em en eindigde daarin als dertiende. Voor Phan in 2008 zijn eerste (en tweede) WSOP-titel won, was hij daar al verschillende keren dichtbij. Zo werd hij vierde in het $5.000 Seven Card Stud-toernooi van de World Series of Poker 2005, tweede in het $1.000 No Limit Hold'em-toernooi van de World Series of Poker 2006 (achter Jon Friedberg) en opnieuw tweede in het $2.500 No Limit Hold'em-toernooi van de World Series of Poker 2007 (achter Francois Safieddine).
Phan won voor het eerst prijzengeld in een toernooi van de World Poker Tour (WPT) in november 2004. Hij eindigde toen als 32e op de $10.000 No Limit Hold'em Final Day van de World Poker Finals 2004 in Mashantucket. Vijf maanden later bereikte hij voor het eerst een WPT-finaletafel, toen hij vijfde werd in het $25.000 Main Event - No Limit Hold'em Championship van de Third Annual Five-Star World Poker Classic 2005 in Las Vegas. De $518.920,- die hij daarmee verdiende, was op dat moment zijn hoogste geldprijs ooit. Tijdens de tiende keer dat Phan cashte op de World Poker Tour, won hij het $9.500 No Limit Hold'em - Championship Event van Legends of Poker 2008 en verdubbelde hij dat persoonlijke record ruim.

## Titels
Phan won ook meer dan tien toernooien die niet tot de WSOP of WPT behoren, zoals:
- het $200 Seven Card Stud-toernooi van Big Poker Oktober 1998 in Los Angeles ($6.080,-)
- het $100 Limit Hold'em-toernooi van America's Poker Classic 2001 in Los Angeles ($14.365,-)
- het $300 Limit Hold'em-toernooi van Legends of Poker 2003 in Los Angeles ($67.500,-)
- het $500 Limit Hold'em-toernooi van The Fifth Annual Jack Binion World Poker Open 2004 in Tunica ($160.965,-)
- het $500 Pot Limit Hold'em-toernooi van The Fifth Annual Jack Binion World Poker Open 2004 in Tunica ($85.257,-)
- het $3.000 No Limit Hold'em-toernooi van Festa al Lago II 2004 in Las Vegas ($189.900,-)
- het $300 No Limit Hold'em-toernooi van Legends of Poker 2004 in Los Angeles ($76.920,-)
- het $1.000 Seven Card Stud-toernooi van de World Poker Finals 2004 in Mashantucket ($40.641,-)
- het $2.425 No Limit Hold'em-toernooi van de L.A. Poker Classic 2005 ($300.578,-)
- het $ 5,000 No Limit Hold'em-toernooi van de Ultimate Poker Challenge 2005 in Las Vegas ($47.000,-)
- het $100 Limit Hold'em-toernooi van het Gold Strike World Poker Open 2007 in Tunica ($32.398,-)

## WSOP
| Jaar                       | Toernooi                | Prijs      |
| -------------------------- | ----------------------- | ---------- |
| World Series of Poker 2008 | $3.000 No-Limit Hold'em | $434.789,- |
| World Series of Poker 2008 | $2.500 2-7 Triple Draw  | $151.896,- |